# Heeresgruppe Yıldırım
Die Heeresgruppe Yıldırım (oder Jildirim, osmanisch für „Blitz“), auch Heeresgruppe F (sowie inoffiziell Heeresgruppe Falkenhayn) war im Ersten Weltkrieg eine Heeresgruppe der Osmanischen Armee, die an der Palästinafront eingesetzt wurde und von 1917 bis zum Kriegsende bestand. Sie bestand aus der 4., 7. und 8. osmanischen Armee, letztere waren neue Formationen. Der Jurist und Islamwissenschaftler Fritz Grobba war  zuständig für die Verhandlungen mit lokalen Arabern.
Ihr erster Oberbefehlshaber war ab Juni 1917 der frühere preußische Kriegsminister und Generalstabschef Erich von Falkenhayn und vom 25. Februar 1918 bis zum Kriegsende Marschall#Türkei und Osmanisches Reich Otto Liman von Sanders. Nach dem Waffenstillstand von Mudros vom 30. Oktober 1918 übernahm Mustafa Kemal das Kommando bis zu ihrer Auflösung wenige Tage später. Der Heeresgruppe war das deutsche Asien-Korps zugeordnet.

## Gliederung
- Osmanische 4. Armee: Befehlshaber Cemal Mersinli
  - VIII. Korps: Befehlshaber Yasin Hilmi Bey
  - II. Korps: Befehlshaber Galatalı Şevket Bey
- Osmanische 7. Armee: Befehlshaber Mustafa Kemal
  - III. Korps: Befehlshaber İsmet İnönü
  - XX. Korps: Befehlshaber Ali Fuat Cebesoy
- Osmanische 8. Armee: Befehlshaber Cevat Çobanlı
  - XXII. Korps: Befehlshaber Refet Bele
  - Asien-Korps (Generalmajor von Frankenberg und Proschlitz)

## Oberbefehlshaber
| Nr. | Dienstgrad und Name            | Bild                                                               | Amtszeit            | Amtszeit          | Bemerkungen                                                |
| Nr. | Dienstgrad und Name            | Bild                                                               | Beginn der Amtszeit | Ende der Amtszeit | Bemerkungen                                                |
| --- | ------------------------------ | ------------------------------------------------------------------ | ------------------- | ----------------- | ---------------------------------------------------------- |
| 1.  | Muschir Erich von Falkenhayn   |                                                                    | Juli 1917           | 25. Februar 1918  | Deutscher General der Infanterie und osmanischer Marschall |
| 2.  | Muschir Otto Liman von Sanders | Otto Liman von Sanders in der Uniform eines osmanischen Marschalls | 25. Februar 1918    | 30. Oktober 1918  | Deutscher General der Kavallerie und osmanischer Marschall |
| 3.  | Mirliva Mustafa Kemal          |                                                                    | 30. Oktober 1918    | 7. November 1918  | Osmanischer Generalmajor                                   |